# Marie-Chantal Labelle
Marie-Chantal Labelle est une actrice, animatrice et auteure québécoise, née le 30 octobre 1964. Elle est la mère de deux filles, collabore au magazine Bébé et au magazine Grossesse, et est consultante en voyage. Elle est notamment connue pour son rôle de Ginette dans la série télévisée Lance et compte.

## Filmographie
- 1995 : Scoop : Dominique Bolduc
- 1993 : Les Grands Procès épisode L'Abbé Delorme : Lily Delorme
- 1991 : Bino Fabule (animation) : Petite Chopinette (voix)
- 1988 : Traquenards épisode La Source du mal
- 1986-1987 : Lance et compte : Ginette Létourneau
- 1985 : Hold-Up : les amoureux
- 1985-1993 : L'Or du temps : Pascale Lefrançois
- 1982-1985 : Une vie… : Shirley
- 1978 : Les Antipodes (enfants)

## Publications
- Guide du voyageur averti (2007)
- Guide du voyage en famille (2006)
- Maman, je mange Tome 2 (2004)
- Maman, je mange Tome 1 (2004)